# Change Becomes Us
Change Becomes Us je třinácté studiové album anglické rockové skupiny Wire. Vydalo jej v březnu 2013 hudební vydavatelství Pinkflag. Na obalu alba se nachází fotografie červené chodby v Seattle Central Library. Album produkovali členové skupiny Wire. Album se stylově vrací do sedmdesátých let, navazuje na nahrávku 154. Skupina několik dní před vydáním poskytla celé album volně k poslechu na svých webových stránkách.

## Seznam skladeb
Autory všech skladeb jsou členové skupiny Wire.
| Pořadí | Název                       | Délka |
| ------ | --------------------------- | ----- |
| 1.     | Doubles & Trebles           | 3:50  |
| 2.     | Keep Exhaling               | 1:39  |
| 3.     | Adore Your Island           | 2:45  |
| 4.     | Re-invent Your Second Wheel | 3:45  |
| 5.     | Stealth of a Stork          | 1:54  |
| 6.     | B/W Silence                 | 4:40  |
| 7.     | Time Lock Fog               | 5:45  |
| 8.     | Magic Bullet                | 3:41  |
| 9.     | Eels Sang                   | 2:15  |
| 10.    | Love Bends                  | 4:01  |
| 11.    | As We Go                    | 4:36  |
| 12.    | & Much Besides              | 6:13  |
| 13.    | Attractive Space            | 3:33  |

## Obsazení
- Colin Newman – zpěv, kytara, mandolína, klávesy
- Graham Lewis – baskytara, klávesy, kytara, zpěv
- Robert Grey – bicí, perkuse
- Matt Simms – kytara